# Chris Erskine
Chris Erskine (Rutherglen, 8 febbraio 1987) è un calciatore scozzese, centrocampista del St Cadoc's YC.

## Caratteristiche tecniche
Esterno sinistro, può giocare come ala sulla stessa fascia o come trequartista.

## Carriera
Ha giocato nella prima divisione scozzese.

## Palmarès

### Club

#### Competizioni nazionali
- Scottish First Division: 1

Partick Thistle: 2012-2013